# ФК Бањик Острава
Бањик Острава (чеш. FC Baník Ostrava) је чешки професионални фудбалски клуб. Такмичи се у Првој лиги Чешке. Основан је 1922. и то један од клубова са највећом традицијом у земљи. Боје клуба су плава и бела а највећи ривал им је Спарта Праг.

## Имена кроз историју
- 1922 — SK Slezská Ostrava (Sportovní klub Slezská Ostrava)
- 1945 — SK Ostrava (Sportovní klub Ostrava)
- 1948 — Sokol Trojice Ostrava
- 1951 — Sokol OKD Ostrava (Sokol Ostravsko-karvinské doly Ostrava)
- 1952 — DSO Baník Ostrava (Dobrovolná sportovní organizace Baník Ostrava)
- 1961 — TJ Baník Ostrava (Tělovýchovná jednota Baník Ostrava)
- 1970 — TJ Baník Ostrava OKD (Tělovýchovná jednota Baník Ostrava Ostravsko-karvinské doly)
- 1990 — FC Baník Ostrava (Football Club Baník Ostrava, a.s.)
- 1994 — FC Baník Ostrava Tango (Football Club Baník Ostrava Tango, a.s.)
- 1995 — FC Baník Ostrava (Football Club Baník Ostrava, a.s.)

## Успеси

### Домаћи
- Првенство Чехословачке
  - Првак (3): 1976, 1980, 1981.
  - Другопласирани (6): 1954, 1979, 1982, 1983, 1989, 1990.
- Прва лига Чешке
  - Првак (1) 2004.
- Куп Чехословачке
  - Освајач (3): 1973, 1978, 1991.
  - Финалиста (1): 1979.
- Куп Чешке
  - Освајач (1): 2005.
  - Финалиста (2): 2004, 2006.

### Европски
- Митропа куп
  - Освајач (1): 1989.
- Митропа суперкуп
  - Освајач (1): 1989.
- Интертото куп
  - Освајач (7): 1970, 1974, 1976, 1979, 1985, 1988, 1989.
- Куп шампиона
  - Четвртфинале (1): 1981.
- Куп победника купова
  - Полуфинале (1): 1979.
- Куп УЕФА
  - Четвртфинале (1): 1975.